# 柳馨遠
柳 馨遠（りゅうけいえん、ユ・ヒョンウォン、유형원、1622年旧暦1月21日 - 1673年旧暦3月19日）は、李氏朝鮮の文臣、経世思想家。朝鮮実学の祖。字は徳夫（とくふ）。号は磻渓（ばんけい）。南人派。

## 人物
黄海道文化郡出身。母方の叔父の李元鎭（『耽羅志』の著者）に家学を受けたが、仕官の道を断念して生涯学問研究に専心した。壬辰･丁酉倭乱、丙子胡乱後の国家および民生問題の解決を唱え、殊に土地制度改革の実施に重点を置いて、税制・禄俸制の確立、軍制改革、賦役の均等、科挙制の廃止と薦挙制の実施、官衙の整備などを主張した。理想国家の建設構想を述べた『磻渓随録』は英祖の特命によって刊行され、彼の経世致用の実学は李瀷や丁若鏞らに継承された。
1653年に全羅道扶安郡に移住し、清への北伐に備える一方で、村民に飢饉に備えた食糧の備蓄、緊急時のための造船や馬の飼育を指導したり、隣人や奴僕などとも身分を超えて交際するなど、その実学の思想を実践した。